# Hydrolagus erithacus
Espèce
Hydrolagus erithacus est une espèce de chimères de la famille des Chimaeridae.

## Aire de répartition
Ce holocéphale se rencontre au sud-est de l'Atlantique et au sud-ouest de l'océan Indien.

## Taxinomie
Cette espèce a été décrite en 2017 par les naturalistes Kristin A. Walovich, David A. Ebert et Jenny M. Kemper.